# Tårnby Gymnasium & HF
Tårnby Gymnasium & HF, der ligger i Tårnby på Amager, åbnede i 1966 under navnet Tårnby Gymnasium.
Tårnby Gymnasium & HF har 90 ansatte og ca. 950 elever.
Bygningerne er tegnet af arkitekterne Halldor Gunnløgsson (1918-1985) og Jørn Nielsen (1919-1996) med tilbygninger i 1971. Skolen er bygget i moderne klassicistisk stil. Bygningskroppen består af gulstensmure vandskuret med lys grå cement, taget er mørkegrå vingetegl. Den strenge form afbrydes af store blomstrende atriumgårde. 1967 blev arkitekterne Gunnlögsson og Nielsen tildelt Træprisen for Tårnby Gymnasium.
Siden opførelsen af Tårnby Gymnasium & HF, er de fysiske rammer blevet udvidet i samarbejde med SWECO  Architects. 
Det nye musikhus stod færdig ved skolestart i 2012, Multihallen blev indviet 11. december 2013 og Dramasalen, i den gamle pigegymnastiksal, blev indviet 27. april 2015. 
Sideløbende blev naturfagslokalerne renoveret, og de to lysgårde i forhallen blev inddraget til elevområder, og stod færdig samtidig med Musikhuset.
Bygningerne står i dag moderne og tidssvarende. 
Tårnby Gymnasium blev oprettet som et kommunalt gymnasium og overgik 1973 til Københavns Amtskomunnune. 

Med Kommunalreformen (2007) blev Tårnby Gymnasium & HF en selvejende statslig institution med en bestyrelse, der består af 11 medlemmer. Skolens ledelse består af en rektor, en vicerektorer og to uddannelsesledere. 

## Kendte studenter
2003: Peter Hummelgaard-Thomsen, socialdemokratisk politiker
2005: Camilla Brejner Schwalbe, socialdemokratisk politiker
ca. 2000: Christian Fuhlendorff, komiker
2018: Morten Hjulmand, fodboldspiller
Kendt HF-kursist
Peter Frödin, skuespiller

## Rektorer
- 1966-1970: Ricard Frederiksen
- 1970-1992: Visti Jacobsen, f. 17.08.1925, d. 1992, cand.mag. 1952 i engelsk og legemsøvelser
- 1992-2005: Kurt Stolt, f. 25.02.1938, d. 2014 cand.mag. i historie og engelsk
- 2005-2006: Christian Hansen (konstitueret)
- 2006- 2018: Mette Ringsted, cand.mag. i fransk og dansk fra Aarhus Universitet i 1999
- 2018- : Mikkel Harder Sørensen, cand.mag i musik og teatervidenskab fra Københavns Universitet i 2004

55°38′16.82″N 12°36′14.6″Ø / 55.6380056°N 12.604056°Ø

## Ekstern henvisning
- Tårnby Gymnasium & HF's hjemmeside